# Boris Isachenko
Boris Isachenko (Brest, 26 de dezembro de 1958) é um arqueiro bielorrusso, medalhista olímpico.

## Carreira
Boris Isachenko representou seu país nos Jogos Olímpicos em 1980, ganhando a medalha de prata no individual em 1980. 